# 12447 Yatescup
12447 Yatescup è un asteroide della fascia principale. Scoperto nel 1996, presenta un'orbita caratterizzata da un semiasse maggiore pari a 2,1638053 UA e da un'eccentricità di 0,2081654, inclinata di 5,40128° rispetto all'eclittica.